# Raman Ramanau
Raman Ramanau (en bielorruso: Раман Раманаў; Mazyr, 3 de julio de 1994) es un deportista bielorruso que compite en ciclismo en las modalidades de pista y ruta. Ganó una medalla de bronce en el Campeonato Europeo de Ciclismo en Pista de 2016, en la carrera por puntos.

## Medallero internacional
| Campeonato Europeo | Campeonato Europeo      | Campeonato Europeo | Campeonato Europeo |
| Año                | Lugar                   | Medalla            | Competición        |
| ------------------ | ----------------------- | ------------------ | ------------------ |
| 2016               | Saint-Quentin (Francia) | Medalla de bronce  | Puntuación         |

## Palmarés
2022
- 2.º en el Campeonato de Bielorrusia Contrarreloj

2023
- 3.º en el Campeonato de Bielorrusia Contrarreloj